# سبتمبر
- السبت
- الأحد
- الاثنين
- الثلاثاء
- الأربعاء
- الخميس
- الجمعة

- 307 ربيع الأول 1447  هـ
- 318 ربيع الأول 1447  هـ
- 19 ربيع الأول 1447  هـ
- 210 ربيع الأول 1447  هـ
- 311 ربيع الأول 1447  هـ
- 412 ربيع الأول 1447  هـ
- 513 ربيع الأول 1447  هـ
- 614 ربيع الأول 1447  هـ
- 715 ربيع الأول 1447  هـ
- 816 ربيع الأول 1447  هـ
- 917 ربيع الأول 1447  هـ
- 1018 ربيع الأول 1447  هـ
- 1119 ربيع الأول 1447  هـ
- 1220 ربيع الأول 1447  هـ
- 1321 ربيع الأول 1447  هـ
- 1422 ربيع الأول 1447  هـ
- 1523 ربيع الأول 1447  هـ
- 1624 ربيع الأول 1447  هـ
- 1725 ربيع الأول 1447  هـ
- 1826 ربيع الأول 1447  هـ
- 1927 ربيع الأول 1447  هـ
- 2028 ربيع الأول 1447  هـ
- 2129 ربيع الأول 1447  هـ
- 2230 ربيع الأول 1447  هـ
- 231 ربيع الآخر 1447  هـ
- 242 ربيع الآخر 1447  هـ
- 253 ربيع الآخر 1447  هـ
- 264 ربيع الآخر 1447  هـ
- 275 ربيع الآخر 1447  هـ
- 286 ربيع الآخر 1447  هـ
- 297 ربيع الآخر 1447  هـ
- 308 ربيع الآخر 1447  هـ
- 19 ربيع الآخر 1447  هـ
- 210 ربيع الآخر 1447  هـ
- 311 ربيع الآخر 1447  هـ

- يناير
- فبراير
- مارس
- أبريل
- مايو
- يونيو
- يوليو
- أغسطس
- سبتمبر
- أكتوبر
- نوفمبر
- ديسمبر

سبتمبر هو الشهر التاسع في السنة حسب التقويم الغريغوري. ويسمى هذا الشهر أيلول في العراق وبلاد الشام، وشتنبر في المملكة المغربية وشتمبر في موريتانيا، ويسمى سبتمبر في تونس والجزائر، عدد أيامه 30 يوما.
يعود مصدر الاسم إلى اللغة اللاتينية ومعناه «الشهر السابع» (من سَپْتَمْ septem: سبعة)، إذ كان الرومان القدماء يعدّون شهور السنة ابتداءً من شهر مارس قبل إضافة شهري يناير وفبراير للتقويم الغريغوري.

## 8
14
2010
رضوان
2026
1. ↑  AnydayGuide. "Egyptian Engineering Day / September 5, 2017". مؤرشف من الأصل في 2017-07-06.
2. ↑  "Food Days, Weeks, Months - September". UNL Food. جامعة نبراسكا- لينكولن. مؤرشف من الأصل في 2012-11-23.
3. ↑  "Amavasya 2017 Date and Time – Amavasi Calendar in 2017 - The No moon Day in Hindu Calendar 2017". www.hindu-blog.com. مؤرشف من الأصل في 2017-09-23.